# Anereuthina renosa
Anereuthina renosa là một loài bướm đêm trong họ Noctuidae.